# San Cristóbal (Buenos Aires)
San Cristóbal é um bairro da cidade argentina de Buenos Aires.

## História

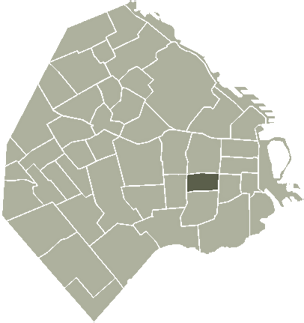
Mapa do bairro em Buenos Aires

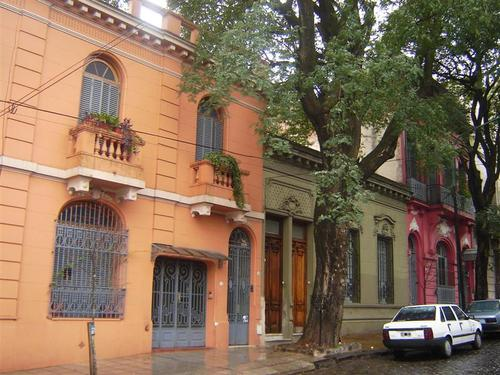
Arquitetura do século 19 no bairro

Em 28 de junho de 1869 o bairro foi criado pela Assembléia Legislativa de Buenos Aires, inicialmente como paróquia de San Cristobal. O decreto declarou que não seria considerada erigida até o templo ser construído, o que só ocorreu em 10 de fevereiro de 1884. Nessa data, com a presença do presidente Julio A. Roca, inauuraram parte da igreja atual.
Na década de 1880, o bairro já contava com ruas conhecidas, como Entre Ríos, San Juan e principalmente La Rioja, que chegou a ser conhecida pelo nome de South Florida.
Em 1 de novembro de 1892 se inaugurou a famosa praça Basco, com uma capacidade de quatro mil pessoas, e outras instalações desportivas. O tango tornou-se famoso no bairro, sendo uma das casas mais reconhecidas a María La Vasca. Localizada na Rua Carlos Calvo 2721, foi um lendário palco da história do tango e deste típico bairro portenho.
O evento trágico conhecido como Semana Trágica de 1919 ocorreu neste bairro.